# Sinchonoa pilosa
Sinchonoa pilosa är en insektsart som beskrevs av Rauno E. Linnavuori och Delong 1978. Sinchonoa pilosa ingår i släktet Sinchonoa och familjen dvärgstritar. Inga underarter finns listade i Catalogue of Life.